# 威龍少年隊
《威龍少年隊》，標題直譯為「去吧！南國冰上曲棍球社」，久米田康治創作的少年漫畫，於《週刊少年Sunday》連載，單行本全23冊。劇情主要是描述從加拿大歸國的蘭堂月斗週遭所發生的各種趣事。

## 故事概要

### 第一部分
在九州鹿兒島（日文原名「南國」的緣故）的濱津學園，理事長為了挽救積弱不振的冰上曲棍球社，由教練推薦有名的加拿大少年冰上曲棍球選手蘭堂月斗轉學回日本，希望藉此加強冰上曲棍球社的實力。冰上曲棍球社一方面因為月斗的加入不知不覺地日益強盛，另一方面同時也帶來各式各樣的問題。

### 第二部分
大約從單行本第三冊後半開始，故事主軸慢慢偏離冰上曲棍球社，改成以蘭堂月斗日常生活上的情色笑點為主題。內容經常出現青少年對性與愛情的興趣與好奇探索，特別常以青少年的手淫舉動與男性生殖器為主題發揮。有時以暗喻或諷刺的方式讓現實的名人在作品中串場，有時也會描述男女主角之間曖昧關係的愛情喜劇。故事後半幾乎沒有再描述冰上曲棍球社，當初球隊中部分的人物也未再登場。

### 畫風的改變
威龍少年隊人物畫風大約從單行本第四冊到第六冊之間開始慢慢轉變。最初人物比例比較寫實，作畫的人物輪廓線條也比較細緻。到了中後期，慢慢捨棄了人物的細節，造型開始偏向「臉小眼大」、「手腳細長」的畫風，成為久米田作品的原型，逐漸演變成後續作品《改造新人類》、《絕望先生》的畫風。畫風轉變的現象也出現在同時期的作品《期待你長大》。
無論是劇情還是畫風的改變，久米田在作品中都有安排自嘲的對白。甚至自己十年後的作品《絕望先生》第七冊第70話「原型之盾」的篇末插畫，藤吉晴美抱怨失去原貌的漫畫內容其實就是《威龍少年隊》第1話。

## 主要登場人物

### 主角
- 蘭堂月斗

男主角，來自加拿大的歸國子女，有名的少年冰上曲棍球選手。但由於比賽使用卑劣的小手段而被驅逐出加拿大曲棍球界，此後轉學至濱津學園加入曲棍球社。特徵是鼻頭的OK繃，個性好色，與女主角素雅的有微妙的曖昧關係。
- 岡本素雅（岡本そあら（おかもと そあら））

女主角，冰上曲棍球社的經理。排行次女，家中經營和菓子店。個性好強，特徵平胸，常為男主角取笑。在作者另一作品《改造新人類》第七冊有客串演出。

### 冰上曲棍球社員
- 天草建太郎

冰上曲棍球社的隊長，中後期主題偏離冰球後仍被以隊長稱之。喜愛超自然現象與珍奇異獸，同時為珍獸研究會會長。最初設定是沒有配戴眼鏡，但在早期畫風時期讀者反應與主角月斗長相神似不易分辨，所以自第三冊後半加上眼鏡。
- 羅勃．杜爾曼

加拿大外籍交換學生，月斗的加拿大隊友，同樣是被驅逐出棍球界的球員，不過理由是因為球場暴力事件，有退場王稱號。盛怒到極點時會開始跳舞。自稱是月斗永遠的勁敵。早期是重要角色，但中後期主題偏離後幾乎沒有登場機會。
- 鈴木保奈男

冰上曲棍球社的隊員，有陰部濕疹問題。興趣偷竊女性內衣褲，家中經營麵店，但生意不好。
- 伊藤未來男

冰上曲棍球社的隊員，有包莖問題。
- 吉田薰

冰上曲棍球社的隊員，身材魁梧但個性膽小。中後期乎沒有登場機會，久米田常將吉田與羅勃兩名社員安排出現在冷凍槽或培養槽內，藉此自嘲故事主軸偏離冰上曲棍球的現象。

### 濱津學園學生
- 朝霧舞子

素雅的朋友，體操社員，為濱津學園之花，特徵是雄偉上圍，愛面子，在意體重與身材，喜歡多管閒事與惡作劇，後期被隊長的個性感動而產生好感。設定作為賣弄色相的角色。
- 岡留子

超自然現象研究社社長，設定原型是光原伸作品《來自魔界》女主角米瑟利。模仿米瑟利風格，扮演著引言人的角色。
- 東須保子

新聞社總編輯，發行濱津日報。專門報導校園八卦醜聞。
- 白川尚子

轉學生，來濱津學園尋找理想對象。家境富裕，喜歡笑話與猜謎。
- 今東玉三郎

轉學生，父親是歌舞伎團團長。外型俊俏，善扮女裝。遇到問題會有「黑子」代為解決。
- 接龍麗子

轉學生，接龍家長女，喜歡文字接龍遊戲，家境富裕，個性相當自戀與自以為是。

### 濱津學園教職員
- 風間圭介

冰上曲棍球社的指導教練。以前於加拿大打球，球場上曾與月斗的哥哥合稱「神風兄弟」，因為比賽傷到眼睛而引退。初期設定是位認真地致力於冰球部強化的教練，但不久好色本性顯露後轉型為變態大叔的角色。
- 財部光三

濱津學園理事長，熱愛冰上曲棍球，強行在位於炎熱的鹿兒島的濱津學園創立了冰上曲棍球社，也是該地區唯一的冰上曲棍球隊，所以可以直接晉級全國大賽，但從來沒有獲勝過。
- 久米田雁男（亀頭雁男（かめあたま かりお））

濱津學園國文老師，人稱「作弊狩獵者」。特徵髮型類似男性生殖器。為九米田家長男，下有三個弟弟，其中老二康治與作者同名，為九米田自嘲的設定。在一次監考中吃了月斗的虧，從此痛恨月斗，離開教職後有多次復仇計畫。
- 大好子

2年7班的級任老師，登場時直接推翻原本僅出現過一格的男級任老師。
- 青空淚

理事長新聘的冰球隊女教練，熱愛青春的汗水與淚水，立志將《威龍少年隊》回歸到百分百的運動漫畫。但完全無視冰上曲棍球，選擇其他運動類型作為目標。
- 松村風紀

理事長特別聘請來整頓校園風紀的生活指導老師。生活規律，有嚴重潔癖，隨時戴著口罩。

### 家人
- 岡本素玲

素雅的妹妹，岡本家老么，就讀豆塚女子音樂學校，性觀念開放。在家中經營的和菓子店「大江戶屋」幫忙生意。
- 岡本素娟

素雅的姊姊，岡本家長女，是一個拜金主義者，會以各種方式來賺錢，討厭被提及年紀。著和服時被月斗的哥哥誤認為古典日本女人。
- 毒田

素雅的伯父，每天從事各種研究，發明了時光機器。設定原型是1985年電影《回到未來》中的博士。
- 蘭堂拔斗

月斗的哥哥，加拿大球場上曾與冰球社教練合稱「神風兄弟」，因宿疾「神經性肛門過敏症」而引退。旅居美國，為青年企業家。愛好傳統日本事物，迷戀古典日本女人。誤認素娟為日本古典女人而瘋狂追求。
- 娜娜

月斗與素雅於未來所生的女兒，對年輕時的父母感到好奇而搭乘毒田的時光機回到過去。月斗有任何好色舉動會與以阻止。
- 犬斗

月斗因為寂寞而收留的流浪狗，經訓練後變得與飼主一樣好色。後來離家出走改由素雅收養。

### 其他
- 西摩尼達

來自21世紀的生化機器人，奉命誅殺蘭堂月斗，迷戀高中女生。設定原型是1984年電影《魔鬼終結者》中的阿諾·史瓦辛格。如同電影續集，之後還有液態金屬機器人西摩尼達二號登場。至於第11冊的女性終結者西摩尼達三號與電影《魔鬼終結者3：機器來臨》設定相符只是巧合，因為連載時尚未上映。
- 杉田蛋白

泌尿科醫生。名字典故來自日本解剖學家杉田玄白。
- 三澤老師

專門於聖誕節登場，身著耶誕老人裝扮，由助手佐佐木駕車，惡整於聖誕節約會的情侶，同情單身過節的月斗。
- 磯野可可

於情人節號召革命的青年軍官。由於不曾於情人節收到巧克力，所以以各種手段阻止女學生以巧克力告白。
- 七夕康成

在七夕時替高中女生實現願望的企業社長。對高中女生以外的女人很殘忍，但對於三角運動褲與高中泳衣就會心軟。

## 出版書籍
| 卷數 | 小學館         | 小學館              |
| 卷數 | 發售日期       | ISBN                |
| ---- | -------------- | ------------------- |
| 1    | 1992年1月18日  | ISBN 4-09-122-681-7 |
| 2    | 1992年4月17日  | ISBN 4-09-122-682-5 |
| 3    | 1992年5月18日  | ISBN 4-09-122-683-3 |
| 4    | 1992年7月17日  | ISBN 4-09-122-684-1 |
| 5    | 1992年9月18日  | ISBN 4-09-122-685-X |
| 6    | 1992年12月12日 | ISBN 4-09-122-686-8 |
| 7    | 1993年2月18日  | ISBN 4-09-122-687-6 |
| 8    | 1993年5月18日  | ISBN 4-09-122-688-4 |
| 9    | 1993年7月17日  | ISBN 4-09-122-689-2 |
| 10   | 1993年10月18日 | ISBN 4-09-122-690-6 |
| 11   | 1993年12月11日 | ISBN 4-09-123-301-5 |
| 12   | 1994年3月18日  | ISBN 4-09-123-302-3 |
| 13   | 1994年6月18日  | ISBN 4-09-123-303-1 |
| 14   | 1994年9月17日  | ISBN 4-09-123-304-X |
| 15   | 1994年12月10日 | ISBN 4-09-123-305-8 |
| 16   | 1995年3月18日  | ISBN 4-09-123-306-6 |
| 17   | 1995年7月18日  | ISBN 4-09-123-307-4 |
| 18   | 1995年11月18日 | ISBN 4-09-123-308-2 |
| 19   | 1996年3月18日  | ISBN 4-09-123-309-0 |
| 20   | 1996年6月18日  | ISBN 4-09-123-310-4 |
| 21   | 1996年8月10日  | ISBN 4-09-125-071-8 |
| 22   | 1996年10月18日 | ISBN 4-09-125-072-6 |
| 23   | 1996年11月18日 | ISBN 4-09-125-073-4 |

## 外部連結
- 久米田康治 World Wiki Site（日語）
- （日語）